# Facel Vega Facellia

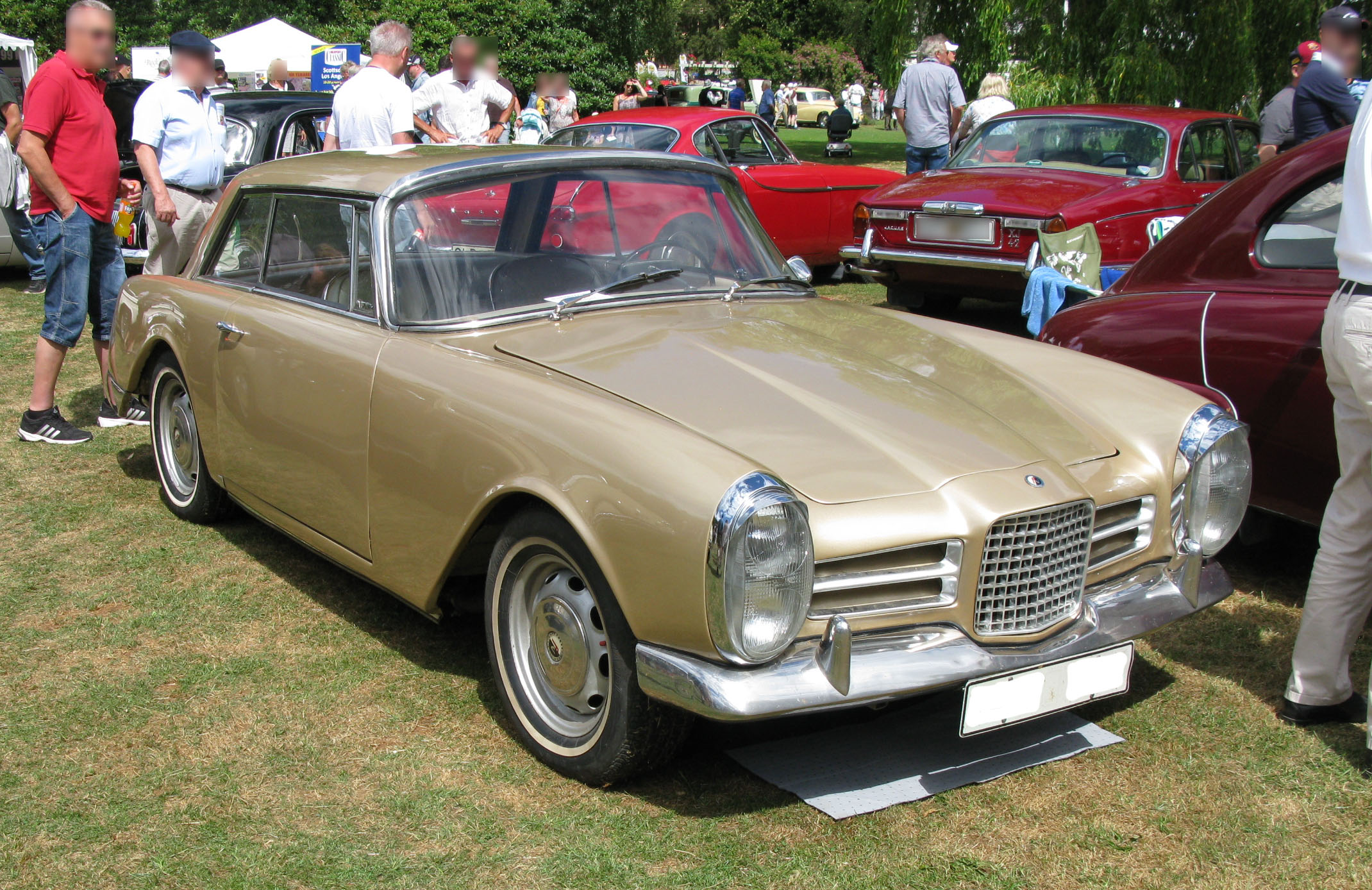
Facel III

Facel Vega Facellia är en sportbil, tillverkad av den franska biltillverkaren Facel Vega mellan 1959 och 1963. De vidareutvecklade Facel III och Facel 6 fortsatte sedan tillverkas till 1964. 
Facel Vegas stora coupémodeller var alltför dyra för att sälja i några större volymer. Därför bestämde sig Jean Daninos för att bygga en mindre bil, Facel Vega Facellia. Karossen fanns i både täckt och öppet utförande och hade typiska Facel-drag, med lodräta strålkastare och tunna fönsterstolpar. För att ta fram en passande motor vände sig Facel till sin leverantör av växellådor Pont-à-Mousson. Den nya motorn var avancerad med bland annat dubbla överliggande kamaxlar, men det visade sig att den var känslig för överhettning och dessutom var kamaxlarnas lagringar undermålig, vilket ledde till ett stort antal motorras.
Efter att ha misslyckats med att komma till rätta med motorproblemen, vände sig Facel till Volvo för att från 1963 få leverans av tillförlitliga B18-motorer och växellådor från P1800:n. Bilen kallades nu Facel Vega Facel III, men kunderna hade tappat förtroendet för modellen och försäljningen dalade. 
De sista 42 bilarna såldes som Facel Vega Facel 6, med motor från Austin-Healey 3000, innan tillverkningen lades ner i oktober 1964.
Versioner:
| Modell    | Motor               | Cylindervolym | Effekt | Bränslesystem    |
| --------- | ------------------- | ------------- | ------ | ---------------- |
| Facellia  | 4-cyl radmotor DOHC | 1646 cm³      | 115 hk | Enkel förgasare  |
| Facel III | 4-cyl radmotor ohv  | 1780 cm³      | 108 hk | Dubbla förgasare |
| Facel 6   | 6-cyl radmotor ohv  | 2860 cm³      | 150 hk | Dubbla förgasare |

## Tillverkning[1]
| Modell    | Antal |
| --------- | ----- |
| Facellia  | 1 425 |
| Facel III | 402   |
| Facel 6   | 42    |